# Брукезии
Брукезии (лат. Brookesia) — род ящериц из семейства хамелеонов.

## Описание

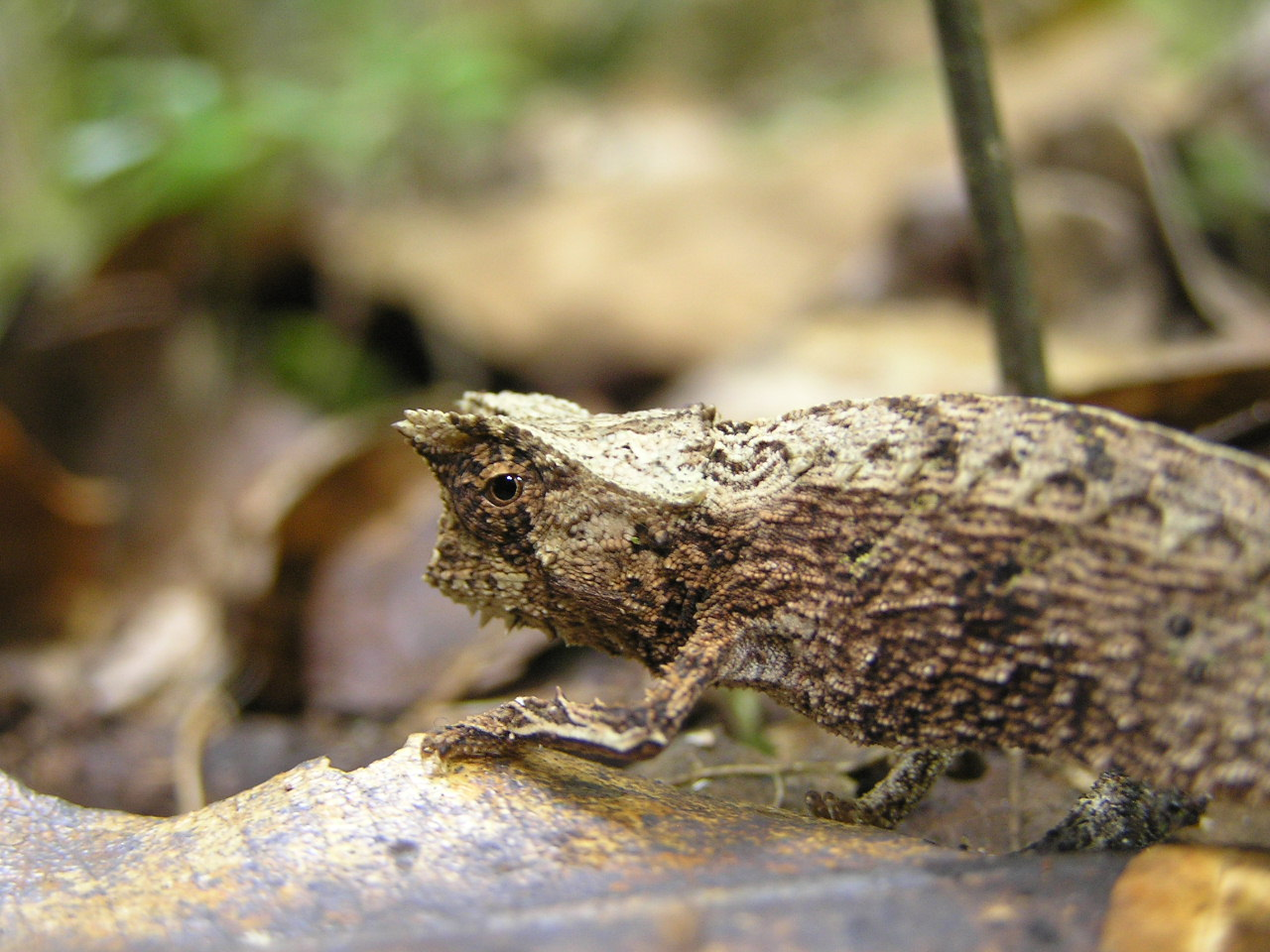
Брукезия

Мелкие хамелеоны. Один из маленьких видов рода, малая брукезия (Brookesia minima), считается также одной из наиболее мелких ящериц. Описанный в 2021 году вид Brookesia nana — наиболее миниатюрный представитель рода и, возможно, самый маленький вид рептилий в мире.
Характеризуются коротким, слабо закручивающимся хвостом, а также двойным рядом бугорков или шипиков вдоль хребта и зубчатыми выростами над глазами. Окраска обычно бурая или коричневатая, маскирующая под опавшую листву.
Эндемики Мадагаскара и близлежащих мелких островов. Ведут скрытный, преимущественно наземный образ жизни в лесной подстилке.

## Классификация
Род включает 32 вида:
- Brookesia ambreensis
- Brookesia antakarana
- Brookesia bekolosy
- Brookesia betschi
- Brookesia bonsi
- Brookesia brygooi
- Brookesia confidens
- Brookesia decaryi
- Brookesia dentata
- Brookesia desperata
- Brookesia ebenaui
- Brookesia exarmata
- Brookesia griveaudi
- Brookesia karchei
- Brookesia lambertoni
- Brookesia lineata
- Brookesia lolontany
- Brookesia micra
- Brookesia minima — Малая брукезия
- Brookesia nana
- Brookesia nasus
- Brookesia nofy[4]
- Brookesia perarmata — Панцирная брукезия
- Brookesia peyrierasi
- Brookesia stumpffi
- Brookesia superciliaris
- Brookesia therezieni
- Brookesia thieli
- Brookesia tristis
- Brookesia tuberculata
- Brookesia vadoni
- Brookesia valerieae